# Hawkshead
Hawkshead (1.600 ab. ca.) è un villaggio con status di parrocchia civile dell'Inghilterra nord-occidentale, facente parte della contea della Cumbria e del distretto di South Lakeland e situato lungo le sponde dell'Esthwaite Water. nell'area del parco nazionale del Lake District.

## Geografia fisica

### Collocazione
Hawskhead si trova lungo la sponda settentrionale dell'Esthtwaite Water, ad est del Coniston Water e ad ovest del lago Windermere e a sud-est del villaggio di  Hawkshed Hill. Da Coniston dista circa 6,5 km.

### Suddivisione amministrativa
- Hawkshead
- Hawkshead Hill

## Storia
Fino al XII-XIII secolo, il villaggio era amministrato dall'Abbazia di Furness.

## Economia
Hawkshead era dedita un tempo al commercio della lana.

## Architettura
Il centro storico di Hawkshead, interdetto al traffico, si caratterizza per le sue vie in acciottolato e i per i suoi cottage e pub di color bianco.

### Edifici e luoghi d'interesse

#### Hawskhead Old Grammar School
Tra i luoghi d'interesse di Hawkshead vi è la Hawskhead Old Grammar School, fondata nel 1585 da Edwin Sandys, arcivescovo di York, e che fu frequentata dal poeta William Wordsworth e dal fratello John dal 1779 al 1787.

#### Beatrix Potter Gallery
Altro luogo d'interesse è la Beatrix Potter Gallery, ospitata in un edificio del XVII secolo e dove sono esposte numerose opere dell'illustratrice per bambini Beatrix Potter.